# So' nnato carcerato/Quatt'anne ammore
So' nnato carcerato/Quatt'anne ammore, pubblicato nel 1963, è il terzo singolo di Mario Merola

## Descrizione
Il disco contiene due cover.

## Tracce
Lato A
- So' nnato carcerato (Sciotti - Cardinale - Mallozzi)

Lato B
- Quatt'anne ammore (Aiello - Cirillo)